# پتروس کریستودولو
پتروس کریستودولو (یونانی: Πέτρος Χριστοδούλου؛ زادهٔ ۱۹۶۰) یک سیاست‌مدار اهل یونان است.